# Monte Belecz
Il Monte Belecz (in lingua inglese: Mount Belecz) è una montagna antartica alta 2.120 m, coperta di ghiaccio e caratterizzata dalla cima piatta, situata 11 km a nordest del Monte Ruth Gade, nel Quarles Range, catena montuosa che fa parte dei Monti della Regina Maud, in Antartide.
Fu mappato sulla base di ispezioni in loco e di foto scattate dall'aereo, dalla prima spedizione antartica dell'esploratore polare Richard Evelyn Byrd del 1928-30.
La denominazione fu assegnata dall'Advisory Committee on Antarctic Names (US-ACAN), in onore del meteorologo Dan M. Belecz, che aveva passato la stagione invernale alla Base Amundsen-Scott nel 1962.